# Élections fédérales canadiennes de 2019 à Terre-Neuve-et-Labrador
Les élections fédérales canadiennes de 2019 à Terre-Neuve-et-Labrador, comme dans le reste du Canada, ont lieu le 21 octobre 2019. La province est représentée par 7 députés à la Chambre des communes, soit le même nombre que lors des élections fédérales canadiennes de 2015 à Terre-Neuve-et-Labrador.

## Résultats généraux
|                          | Nom                      | Parti politique                   | Voix    | %       | Majorité |
| ------------------------ | ------------------------ | --------------------------------- | ------- | ------- | -------- |
|                          | .                        | Libéral                           | 107 266 | 44,7 %  | 40 190   |
|                          | .                        | Conservateur                      | 67 076  | 27,95 % |          |
|                          | .                        | NPD                               | 57 271  | 23,87 % |          |
|                          | .                        | Vert                              | 7 487   | 3,12 %  |          |
|                          | .                        | Coalition des anciens combattants | 409     | 0,17 %  |          |
|                          | .                        | Parti populaire                   | 326     | 0,14 %  |          |
|                          | .                        | Héritage chrétien                 | 137     | 0,06 %  |          |
| Total des votes valides  | Total des votes valides  | Total des votes valides           | 239 972 | 100 %   |          |
| Total des votes rejetés  | Total des votes rejetés  | Total des votes rejetés           | 0       | 0 %     |          |
| Total des votes exprimés | Total des votes exprimés | Total des votes exprimés          | 239 972 | 58,05 % |          |
| Électeurs inscrits       | Électeurs inscrits       | Électeurs inscrits                | 413 374 |         |          |